# الکترود آرایه
یک الکترود آرایه یک پیکربندی از الکترود‌ها است که به منظور اندازه‌گیری یک جریان الکتریکی یا ولتاژاستفاده می‌شود. برخی از الکترود آرایه‌ها می‌توانند با یک الگوی دو حالته عمل کنند که در این حالت می‌توانند برای ارائه الگوی تحریک جریان الکتریکی یا ولتاژ استفاده شوند.
الکترود آرایه‌های معمول عبارتند از:
- Schlumberger (Wenner)
- Wenner alpha
- Wenner beta
- Wenner gamma
- قطبی-قطبی
- دوقطبی-دوقطبی
- قطبی-دوقطبی
- Equatorial dipole-dipole

## Resistivity
اندازه‌گیری مقاومت در مواد بالک یک کاربرد مکرر الکترود آرایه‌ها است. یکی از راه‌های ممکن برای رسیدن به آرایه Wenner تزریق جریان از طریق الکترود جدا از آن‌هایی که برای اندازه‌گیری پتانسیل استفاده می‌شود است. مزیت این روش حذف هر گونه خطا و بی دقتی ناشی از مقاومت مدار تزریق به ویژه مقاومت در برابر تماس بین پروب و سطح است که می‌تواند بالا باشد. در صورتی که فرض شود ماده همگن است، مقاومت از رابطه زیر به‌دست می‌آید:
{\displaystyle {\displaystyle \rho =2\pi a{\frac {V}{I}}}}
الکترود آرایه‌ها به‌طور گسترده‌ای برای اندازه‌گیری مقاومت در کاربردهای ژئوفیزیک استفاده می‌شوند. همچنین در صنایع نیمه هادی برای اندازه‌گیری مقاومت بالک درsilicon waferها استفاده می‌شود که به نوبه خود می‌تواند برای اندازه‌گیری doping اعمال شده به wafer مورد استفاده قرار گیرد.

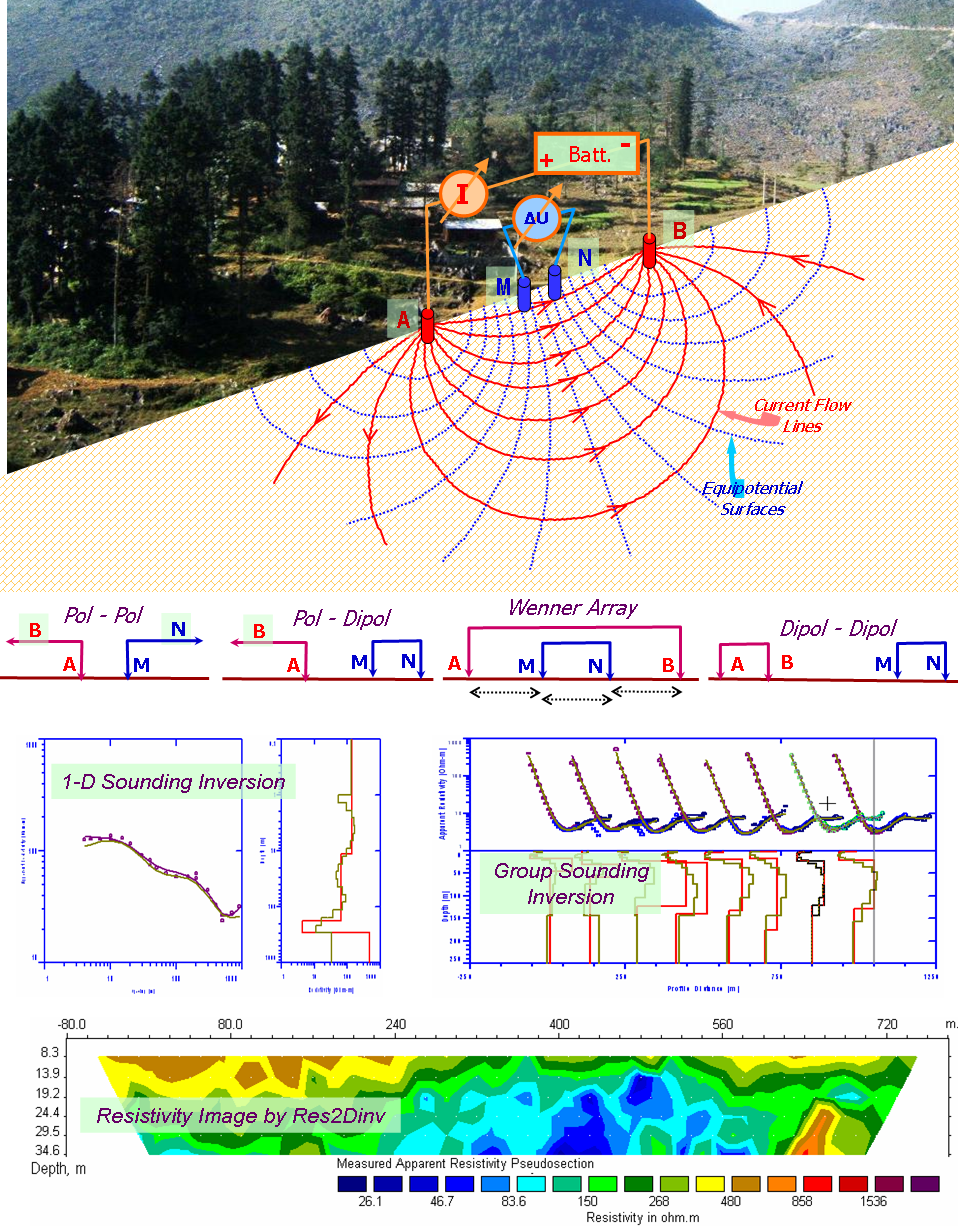
نمایی از نقشهٔ تفسیرِ کاوشگرِ مقاومتِ اندازه‌گیری و برخی از سیستم‌های الکترود